# Stema municipiului Timișoara

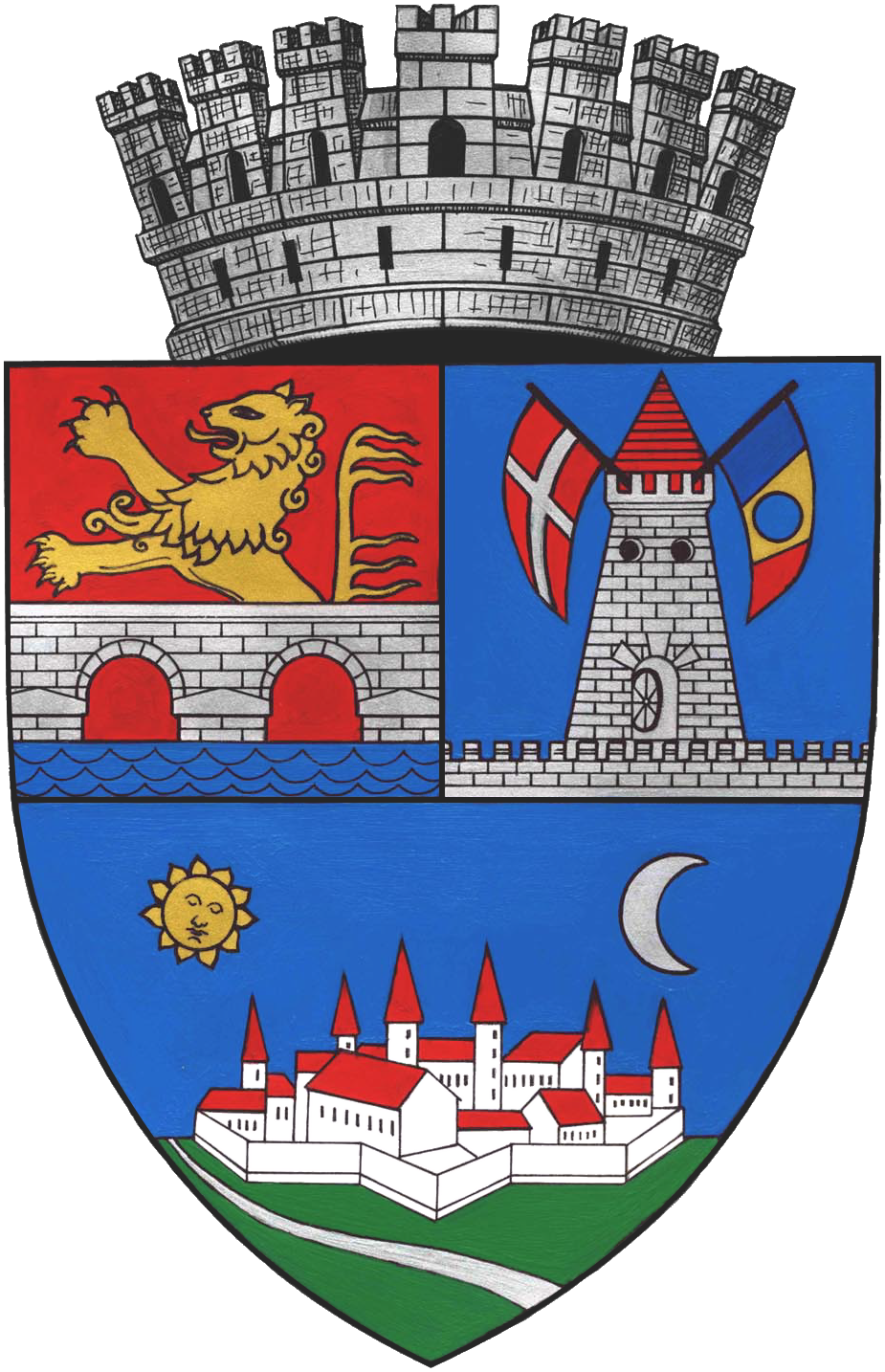
Stema municipiului Timișoara

Stema municipiului Timișoara se compune dintr-un scut tăiat cu câmpul superior despicat. Acesta cuprinde în primul cartier, pe roșu, un leu de aur, trecând spre dreapta pe un pod de argint cu două bolți peste unde de azur; în cartierul secund, pe albastru, un zid de cetate cu un turn conic crenelat, de argint având două ferestre rotunde, luminate negru, cu acoperiș ascuțit roșu, o poartă deschisă în care este așezată o roată de puț neagră; din crenelurile turnului ies, în dreapta un steag roșu, încărcat cu o cruce de argint iar in stânga un steag tricolor românesc cu gaură pe fășia de culoare galbenă. În partea inferioară pe albastru, un oraș de argint, cu acoperișurile caselor și turnurilor roșii, înconjurat de ziduri de argint cu contur neregulat, așezat pe o terasă verde, pe care curge la dextra un râu de argint, în bandă și însoțit la dreapta de un soare (figurat) cu raze de aur și în stânga de o semilună descrescendă de argint, totul desenat în perspectivă. Scutul este timbrat de o coroană murală de argint formată din șapte turnuri.
Semnificația elementelor însumate:
- Leul și podul din primul cartier preluate din stema Olteniei atestă faptul că acest oraș bănățean își lega istoria de patria mamă;
- Turnul cu steaguri amintește de faptul că acest oraș este primul din Europa care a avut un sistem centralizat de distribuire a apei potabile;
- Steagul tricolor face aluzie la Revoluția Română din 1989;
- Conturul urbei din partea inferioară evocă vechea cetate a Timișoarei angajată în luptele de apărare;
- Coroana murală cu șapte turnuri semnifică faptul că localitatea are rangul de municipiu, reședință de județ.